# دیوید آگارد
دیوید آگارد (انگلیسی: David Agard) یک دانشمند در زمینه زیست‌فیزیک و زیست‌شیمی اهل ایالات متحده آمریکا است.